# Marie-Anne Barbat-Layani
Pour les articles homonymes, voir Barbat et Layani.
Marie-Anne Barbat, épouse Layani, née le 8 mai 1967 à Ussel, en Corrèze, est une haute fonctionnaire et lobbyiste française.  
Elle est secrétaire générale du ministère de l'Économie et des Finances entre 2019 et 2022 puis, depuis cette dernière date, présidente de l'Autorité des marchés financiers (AMF).

## Biographie
Marie-Anne Barbat naît le 8 mai 1967 à Ussel, en Corrèze.

### Études
Elle passe un baccalauréat scientifique en 1984 puis entre en classes préparatoires littéraires au lycée Victor-Duruy. En 1985, elle intègre l'Institut d'études politiques de Paris et en sort diplômée (section Service public) en 1988. En 1989, elle suit un master de politique et de macroéconomie à l'université de New York. En 1991, elle entre à l'ENA (promotion Léon-Gambetta),.

### Carrière
Elle rejoint la direction générale du Trésor en 1993, d'abord au Club de Paris, puis au Service des participations de l'État, où elle suit le secteur de l'énergie. De 1997 à 1999, elle est attachée financière à la représentation permanente de la France auprès de l'Union européenne. Elle rejoint ensuite le cabinet du ministre des Finances comme conseillère Europe, où elle prépare la présidence française et participe au sommet de Lisbonne. Revenue au Trésor en 2002, elle est nommée chef du bureau des banques et secrétaire générale de l'euro, pilotant le projet du passage à l'euro fiduciaire. Elle exerce ensuite, jusqu'en 2007, différentes fonctions managériales au sein de la direction générale du Trésor.
De 2007 à 2010, elle rejoint la Fédération du Crédit agricole comme directrice générale adjointe, chargée des finances des Caisses régionales et des affaires européennes (consistant à défendre auprès de la Commission européenne à Bruxelles les intérêts de son entreprise). 
De 2010 à 2012, elle est directrice adjointe au cabinet du Premier ministre François Fillon,. Elle y est plus particulièrement chargée des dossiers économiques, sociaux, industriels, culturels, budgétaires et fiscaux, et gère notamment la crise de la dette souveraine du début des années 2010.
De 2012 à 2014, elle retourne à l'Inspection générale des finances,.
En 2014,, elle rejoint de nouveau le secteur privé et devient directrice générale de la Fédération bancaire française, et de l'Association française des banques (qui gère la branche professionnelle de la banque - 360 000 salariés). Elle réorganise l'association, qui monte en puissance sur les sujets numériques et développement durable[réf. souhaitée]. Elle est remplacée par Benoît de La Chapelle Bizot (par intérim), puis par Maya Atig lors de sa nomination à Bercy .
Elle entre en 2014 au sein du conseil exécutif du Medef.
Le 30 octobre 2019, elle est nommée en conseil des ministres secrétaire générale des ministères économiques et financiers, prenant ses fonctions le 1er décembre,.
Le 19 octobre 2022 sa nomination par le président de la République comme présidente de l'Autorité des marchés financiers (AMF) est validée par les commissions des finances de l'Assemblée nationale et du Sénat. Elle est nommée présidente de l'AMF par décret du président de la République en date du 26 octobre 2022. Elle est la première femme à occuper cette fonction. Cette nomination fait polémique au sein de l'institution et est critiquée par l'Observatoire des multinationales qui estime que « la régulation des entreprises bancaires est donc entre les mains de l'ancienne directrice de leur lobby. » 

### Vie privée
Elle est l'épouse de Stéphane Layani, énarque lui aussi, soutien affiché d'Emmanuel Macron et directeur du marché de Rungis depuis 2012. Elle est mère de deux enfants.

## Distinctions
- 2008 :  Chevalière de l'ordre national du Mérite[17]
- 2016 :  Chevalière de la Légion d'honneur[18]